# 奥田楯彦
奥田 楯彦（おくだ たてひこ）は日本の実業家。初代西日本高速道路代表取締役社長や、国土計画協会理事長、道路厚生会理事長などを歴任した。

## 人物・経歴
兵庫県出身。横浜市立大学文理学部卒業。1968年日本道路公団入団。人事部長、審議役を経て、2004年理事。2005年の日本道路公団民営化に伴い初代西日本高速道路代表取締役社長に就任。国土計画協会理事長、道路厚生会理事長、高速道路調査会理事なども務めた。